# Мухтаров, Тейюб Асиф оглы
Тейюб Асиф оглы Мухтаров (азерб. Muxtarov Teyyub Asif oğlu; род. 1970) — судья Верховного суда Азербайджана.

## Биография
Родился в 1970 году. В 1996 году окончил юридический факультет Бакинского государственного университета.
С 1996 по 1998 год являлся судебным исполнителем, с 1998 по 2005 год — старшим советником Физули-Губадлинского военного суда.
С 2005 по 2008 год являлся членом Коллегии адвокатов Азербайджана.
С 2008 по 2013 год являлся судьёй Геранбойского районного суда.
С 2013 по 2024 год являлся судьёй, с 21 декабря 2018 года председателем коллегии по уголовным делам, заместителем председателя Гянджинского Апелляционного суда.
Судья коллегии по уголовным делам Верховного суда Азербайджана (с 5 апреля 2024).
Участник Первой карабахской войны.